# Peridroma infuscata
Peridroma infuscata là một loài bướm đêm trong họ Noctuidae.